# Isla Spike
La isla Spike (en gaélico irlandés: Inis Píc; en inglés: Spike island) es una isla irlandesa de 42 hectáreas situada en el estuario del río Lee, en el condado de Cork, provincia de Munster. Originariamente era un asentamiento monástico, pero su situación estratégica, idónea para vigilar y defender el puerto de la ciudad de Cork, hizo que en los siglos posteriores fuese utilizada como fortaleza y prisión. La isla está dominada por una traza italiana, que se ha mantenido por su interés histórico, y en la actualidad Spike island es una importante atracción turística.

## Historia
La isla era en sus inicios el lugar de un asentamiento monástico en el siglo VII, y durante un tiempo fue usada por los contrabandistas.
Su ubicación en la entrada del Puerto de Cork hizo que la isla gozara de una importancia estratégica, siendo uno de los lugares donde intervinieron los franceses tras la Revolución Gloriosa. La isla Spike fue comprada por el gobierno británico en 1779 y se construyó en ella el Fuerte Westmoreland, a partir de los diseños de Charles Vallancey. La fortificación fue construida por el ingeniero real Charles Holloway y el fuerte fue bautizado en honor de John Fane, 10.º conde de Westmorland, entonces Lord Teniente de Irlanda, y construido con cañones fortificados ante la bocana del puerto.

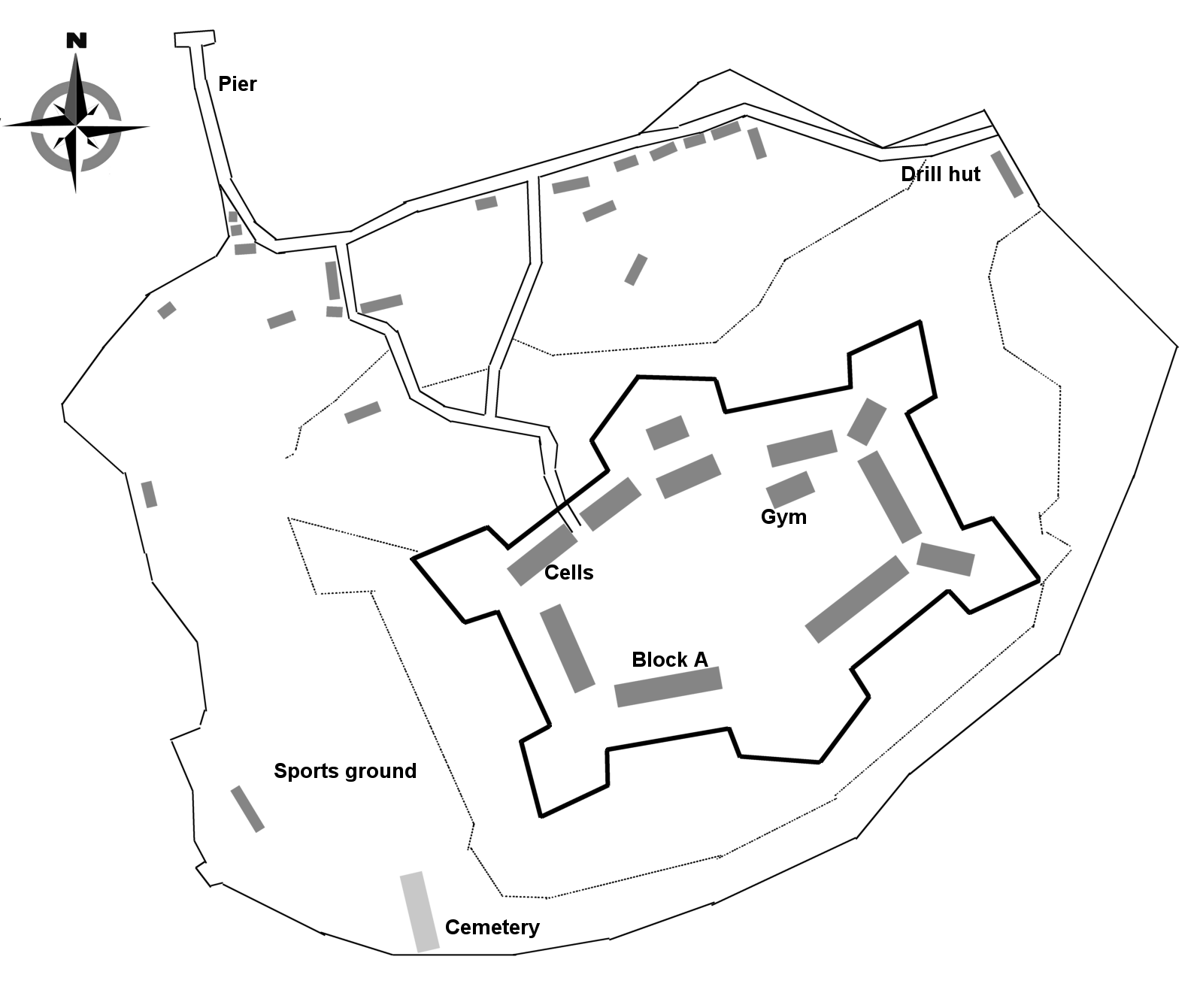
Plano de la isla Spike.

Más tarde fue utilizada como prisión y depósito de convictos antes del destierro penal, siendo una de las cárceles más grandes del Imperio británico. Se ganó la reputación de ser el "Alcatraz" de Irlanda. También fue usada tanto como guarnición como prisión durante la guerra de Independencia irlandesa, y muchos integrantes del IRA fueron encarcelados en ella. Entre los presos más famosos estuvo Richard Barrett, quien se fugó durante la tregua de 1921.
Después del Tratado anglo-irlandés, la isla permaneció como uno de los tres "Puertos del Tratado" (los otros dos eran Berehaven y Fiordo Swilly), y fue entregado al Estado Libre de Irlanda en 1938. Tras su devolución al Estado irlandés, las instalaciones y fortificaciones cambiaron su nombre por el de Fort Mitchel en honor a John Mitchel, periodista y político nacionalista que estuvo un tiempo encerrado en la isla Spike.
La isla permaneció durante un tiempo como prisión y base militar primero del Ejército Irlandés, del FCÁ y finalmente de la Armada. A finales del siglo XX fue usado como centro correccional de menores. El 1 de septiembre de 1985, los jóvenes detenidos se amotinaron y entonces un comité del Dáil Éireann informó que «civiles, funcionarios de prisiones y Gardai de la isla eran prisioneros de los criminales». Durante los disturbios prendieron fuego a uno de los bloques, el Bloque A, conocido como Burnt Block. El correccional fue clausurado en 2004.
La isla también tiene una pequeña población civil, que es atendida por una pequeña escuela, la iglesia y el servicio de transbordador que la une con la ciudad marítima de Cobh.

## Desarrollo turístico
En mayo de 2006, el entonces ministro de Justicia e Igualdad Michael McDowell anunció sus planes de construir una nueva cárcel en la isla. Sin embargo, en enero de 2007, se decidió buscar un emplazamiento alternativo para la nueva cárcel, al mismo tiempo que se creó un grupo local para abrir la isla a visitantes y turistas. En 2009 se anunció que la propiedad de la isla sería transferida gratuitamente al Consejo del Condado de Cork para desarrollarla como atracción turística, invirtiendo 5,5 millones de euros y autorizando la realización de visitas guiadas que comienzan en el puerto de Cobh y que permiten a los turistas acceder a las fortificaciones, los cañones y las celdas de la prisión. En 2019 la isla recibió a más de 81 000 visitantes, un 21% respecto al año anterior.